# Прикаспійський ВТТ та будівництво 107
Прикаспійський ВТТ та будівництво 107 (рос. ПРИКАСПИЙСКИЙ ИТЛ И СТРОИТЕЛЬСТВО 107, Строительство 107) — підрозділ, що діяв в системі виправно-трудових установ СРСР під оперативним керуванням ГУЛЖДС. Адреса: Азербайджанська РСР, м. Сальяни, п/я 107.

## Історія
Будівництво 107 вважалося дуже важливим, терміни його завершення були встановлені дуже жорсткі, до кінця 1941, і туди було направлено велику кількість ув'язнених — до 55000. Планувалося будівництво залізниці Баку — Астара (кордон з Іраном), а також ряду під'їзних гілок (до Нефтчали та ін.)
При закритті на початку 1942 р. весь особовий склад, обладнання, матеріали та ін. пішли на формування Сталінградського ВТТ, а після його закриття 09.06.42 — перейменований в Нижньо-Волзький ВТТ.